# طلاق در روابط همجنس‌گرایانه
وجود ازدواج همجنس‌گرایان یا, اتحاد مدنی, و همخانگی قانونی برای روابط همجنس‌گرایانه در بعضی حوزه‌های حقوقی باعث شده‌است تا بحث‌هایی در مورد طلاق به وجود بیاید که در طلاق دگرجنس‌گرایانه وجود نداشت. مخصوصاً زمانی که محل زندگی یا ملیت شخص ازدواج همجنس‌گرایانه را به رسمیت نشناسد.

## تعارض قوانین
در بسیاری از حوزه‌های حقوقی که ازدواج همجنس‌گرایان را به رسمیت نمی‌شناسد؛ طلاق ممکن است.
در بعضی حوزه‌ها امکان طلاق هست اما امکان ازدواج نیست:
| حوزه     | توضیح                                       |
| -------- | ------------------------------------------- |
| آریزونا  | [ ۱ ]                                       |
| آروبا    | فقط ازدواج‌هایی که در هلند صورت گرفته باشند. |
| اسرائیل  | [ ۳ ]                                       |
| وایومینگ | [ ۱ ]                                       |

## نرخ طلاق

### بلژیک
در ۲۰۰۹ در بلژیک ۱۵۸ طلاق مردان و ۲۱۳ طلاق زنان ثبت شد در صورتی ۱۱۳۳ ازدواج مردان و ۹۹۹ ازدواج زنان ثبت شد (به عبارت دیگر نرخ طلاق لزبین‌ها= ۲۱٪, نرخ طلاق گی‌ها= ۱۴٪).

### دانمارک
در ۱۹۹۷ نرخ طلاق همجنس‌گرایان به مقدار قابل توجهی از زوج‌های دگرجنس‌گرا کمتر بود. بخش زیادی از ازدواج همجنس‌گرایان در دانمارک مرد-مرد هستند و ۱۴ درصد نرخ طلاق آنهاست به نسبت ۲۳٪ طلاق در ازدواج‌های زن-زن. این داده‌ها با این واقعیت که معمولاً زنان در دانمارک درخواست طلاق می‌دهد همخوانی دارد.

### هلند
در هلند ازدواج‌های بین زنان به مقدار بسیار کمی بیشتر از ازدواج‌های میان مردان است در بین ۲۰۰۶-۲۰۱۱ به‌طور متوسط ۶۹۰ و ۶۱۰ ازدواج به ترتیب برای هر کدام ثبت می‌شد. نرخ طلاق میان زوج‌های لزبین بسیار بالاتر از زوج‌های گی است. به ترتیب ۱۰۰ و ۴۵ هر سال (به عبارت دیگر نرخ طلاق زوج‌های لزبین = ۱۴٪ و زوج‌های گی = ۷٪).